# 中旨
中旨(或稱內批、內敕、內旨) 指的是由內閣草擬的各類詔令敕諭，學者認為此制度是自正統朝開始逐漸出現。 但實際上明朝常出現中旨奏章不由內閣票擬、詔令不由內閣草擬，皇帝指令徑由內廷批發的情況 ，且中旨將不經六科駁正，而會直接交付相關朝廷部門施行。例如在正德三年的外官考察時，明武宗就曾直接下中旨罷免翰林學士吳儼、禦史楊南金等。崇禎帝也曾讓身邊太監以中旨催促滿桂進攻入關清兵，結果導致覆軍隕將。
在晚明君臣壅蔽的環境中，不少大臣和士大夫對深居九重的皇帝直接下發中旨持反對意見。他們大多認為皇帝的旨意不經內閣集議(閣票)的公共決策程序，將會使得旨意被內廷的宦官姦倖乘隙干政而變得「非制」，從而侵蝕和破壞皇帝與文官「共治」的理政格局。 如毛紀曾上書批評「至於笞罰廷臣，動至數百，乃祖宗來所未有者，亦皆出自中旨，臣等不得與聞。」，劉宗周也指出「魏進忠導皇上馳射戲劇，奉聖夫人出入自由。一舉逐諫臣三人，罰一人，皆出中旨，勢將指鹿為馬，生殺予奪，制國家大命。」，方震孺也詬病道「宮妾近侍，嚬笑易假，窺瞷可慮。中旨頻宣，恐蹈斜封隱禍。」。 而事實上的確很多明代權宦也常利用中旨來陷害忠良和排斥異己。